# Sarrión
Sarrión è un comune spagnolo di 1 017 abitanti situato nella comunità autonoma dell'Aragona.